# Raw Deal
Raw Deal (titulada Ejecutor en España y México, Fuego brutal en Venezuela y Triple identidad en Argentina) es una película estadounidense de 1986 dirigida por John Irvin. Trata sobre un agente del FBI que quiere vengarse de una organización mafiosa y envía para ello a un antiguo agente (interpretado por Arnold Schwarzenegger) que deberá infiltrarse en ella y destruirla desde el interior.

## Argumento
Dos guardaespaldas del FBI protegen a un confidente que posee información sobre Luigi Patrovita, el “Don” de la mafia en Chicago. Son emboscados y asesinados por un grupo de mafiosos que también matan al confidente. Uno de los agentes asesinados era Blair Shannon, hijo del jefe del FBI Harry Shannon, quien jura vengarse.
El sheriff Mark Kaminsky, un exagente del FBI que fue expulsado por dar una paliza a un detenido acusado de secuestro, violación y asesinato, es llamado por Harry Shannon, que le ofrece realizar un trabajo en secreto: tendrá que infiltrarse la organización de Patrovita y destruirla. Harry Shannon no puede hacer nada oficialmente debido a que existe una filtración desde el FBI que ha ido acabando con sucesivos agentes.
Mark Kaminsky se hace pasar por un presidiario llamado Joseph P. Brenner y consigue audiencia con la “mano derecha” de Patrovita, llamado Paulo Rocca, a quien convence de su valía hostigando a Martin Lamanski, un jefe rival. Kaminsky, trabajando para ellos, consigue recuperar un cargamento de heroína valorado en cien millones de dólares y ayuda a asesinar a Martin Lamanski. Pese a ello sigue levantando sospechas al teniente de Rocca, llamado Max Keller. Keller consigue unas pruebas en las que se muestra al verdadero Joseph P. Brenner y decide tender una trampa intentando que Kaminsky mate a Harry Shannon aunque éste y Kaminsky  consiguen matarlo a él antes, acabando Shannon gravemente herido y Kaminsky huyendo.
Kaminsky escapa gracias a la ayuda de Monique (una mujer que trabaja para Rocca en un casino) y tras equiparse con un arsenal destruye un emplazamiento de Patrovita matando a todos los que estaban allí y llevándose todo el dinero. Entonces parte hacia el casino de Patrovita, oculto en el sótano de un hotel de clase alta, y allí acaba con todos los soldados de Patrovita incluyendo los directamente responsables del asesinato de Blair Shannon. Patrovita suplica por su vida pero muere igualmente. Cuando se dirigía hacia la salida se encuentra con Marvin Baxter, que había sido responsable de su expulsión del FBI y que había sido descubierto como la filtración desde el FBI. Kaminsky le ofrece una arma para que acabe con su vida pero Baxter intenta acabar con él por lo que Kaminsky lo mata.
En el epílogo Kaminsky va a visitar al hospital a Shannon, que ha quedado discapacitado y rechaza cualquier tratamiento de rehabilitación, una vez allí apelando a su hijo hace que se atreva a dar unos pasos de nuevo. Por su parte, Kaminsky ha sido readmitido en el FBI y ha vuelto con su mujer que ahora está embarazada.

## Producción
La película fue producida por la compañía De Laurentiis junto con International Film Corporation  y Famous Films.
La distribución corrió a cargo de la compañía de De Laurentiis en Estados Unidos, AMLF en Francia, Cine Vox en Alemania Occidental, Hoyts Distribution en Australia y Paramount Pictures en Canadá.
La película fue calificada como R en Estados Unidos y no recomendada para menores de dieciocho años en España.

### Reparto
| Actor                 | Papel                           |
| --------------------- | ------------------------------- |
| Arnold Schwarzenegger | Mark Kaminsky/Joseph P. Brenner |
| Kathryn Harrold       | Monique                         |
| Darren McGavin        | Harry Shannon                   |
| Sam Wanamaker         | Luigi Patrovita                 |
| Paul Shenar           | Paulo Rocca                     |
| Steven Hill           | Martin Lamanski                 |
| Joe Regalbuto         | Marvin Baxter                   |
| Robert Davi           | Max Keller                      |
| Blanche Baker         | Amy Kaminsky                    |
| Steve Holt            | Blair Shannon                   |
| Sven-Ole Thorsen      | Guardaespaldas de Patrovita     |

### Fotografía
La película fue rodada con el sistema cinematográfico J-D-C Scope, la fotografía de la segunda unidad corrió a cargo de Daniele Nannuzzi.

### Localizaciones
Fue rodada en distintos lugares de Estados Unidos como Castillo Hayne y Wilmington en Carolina del Norte y diversas localizaciones de Chicago.

### Crítica y taquilla
Recaudó dieciséis millones de dólares en Estados Unidos, lo que representaba un descenso de taquilla respecto a la anterior película de Arnold Schwarzenegger Commando aunque su carrera no se vio resentida por ello ya que al año siguiente se produjo el estreno del éxito Depredador.
La película recibió muy malas críticas, destacando el pésimo guion que no pudo ser salvado por la dirección.

### Música
La banda sonora estuvo compuesta por varios artistas y no destacó en la película. Durante la escena en que Schwarzenegger irrumpe en la gravera, suena la canción Satisfaction de The Rolling Stones. Durante la escena en que cena con Monique, suena la canción de Grace Jones - I've Seen That Face Before.